# 伝道師
伝道師（でんどうし、英: evangelist（エバンジェリスト））とは、
伝道師とは、キリスト教の聖公会・プロテスタントの教職者のうち、下記に例示される何らかの意図・理由などにより、牧師とは区別される伝道者の役職名あるいは称号。
1. 按手礼を受領しておらず、聖礼典を執行する権能を持たない、下位教職位の教会担任教師。聖礼典を執行する権能を持つ教会担当教師を正教師というのに対して、それを持たない伝道師を補教師という場合がある。
2. 牧師の資格をもっているいないは関係なく教会を牧していない巡回説教者、路傍伝道者の通称名。

この語は、上述の用法から転じて、他人に企業製品やサービスを熱心に勧める人に対して使われる場合がある。

## テレビ伝道師

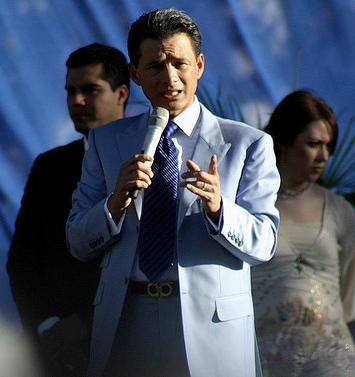
グアテマラの福音派テレビ伝道師、キャッシュ・ルナ 。

テレビ伝道（英: televangelism）とは、布教活動で特にテレビ媒体を活用するものを言う。テレビ伝道師は公式であれ自称であれ、自身の宗教活動の大部分をテレビ放送に捧げる伝道者である。一部のテレビ伝道師は自分の礼拝所（多くの場合メガ・チャーチ）の正規牧師なり聖職者であるが、その信徒の大半はテレビやラジオの視聴者から来ている。それ以外は伝統的な信徒教会を持っておらず、主にテレビを通して活動している。
テレビ伝道はアメリカ合衆国特有の現象として始まったもので、事実上誰にでもテレビ放送網とケーブルテレビの視聴が開かれている大規模なメディア規制緩和と、必要資金を提供できる大規模なキリスト教人口とが相まって出来上がったものである。自主制作であれキリスト教派を中心に組織運営されたものであれ、テレビ伝道は米国の福音派プロテスタントの聴衆の間で特に人気を集めていた。ただし、放送グローバル化の発展で一部の米国テレビ伝道師の番組が、トリニティ・ブロードキャスティング・ネットワークやゴッド・チャンネルといった、一部キリスト教徒向けの性質がある国際放送網を通じて、より広範な視聴者に届けられるようになった。ブラジルなど幾つかの国では自国内で生み出されたテレビ伝道が存在しており、増加しつつある。
一部の国では、宗教放送の視聴に全面規制がされていたり宗教放送に特殊規則がある規制媒体となっている。こうした国では、宗教番組は民間の利益団体ではなく一般的にはテレビ局側によって（時には規制案件または公共要件として）制作されている。

### 用語

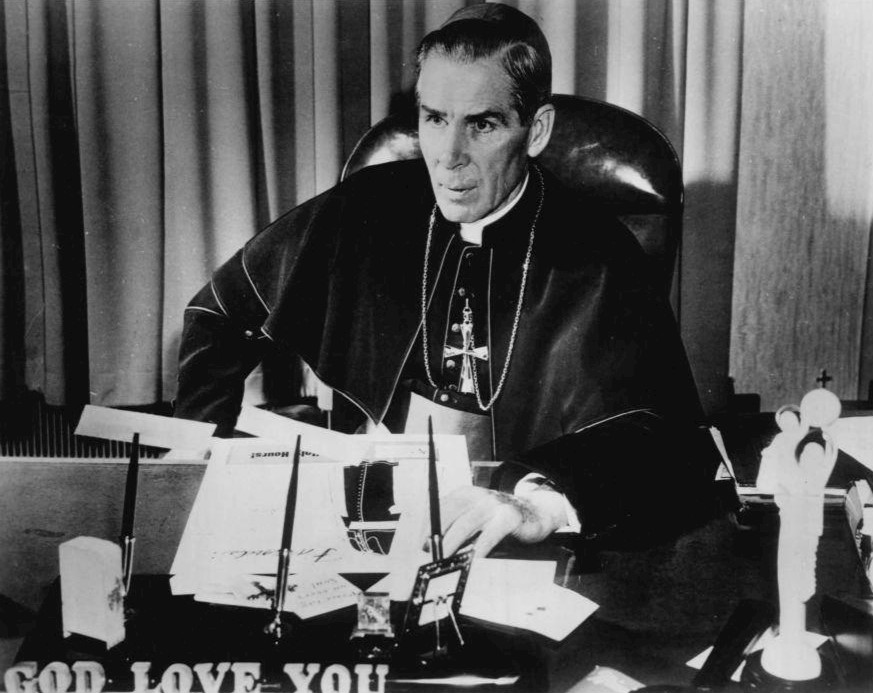
ローマカトリック教会のフルトン・J・シーン司教

テレバンジェリズムという単語は、テレビと福音伝道（エバンジェリズム）のかばん語であり、南部バプテスト連盟による小規模なテレビ連続番組の題名として1958年に創られた。ジェフリー・K・ハデンとチャールズ・E・スワンが1981年の調査報告書『Prime Time Preachers:The Rising Power of Televangelism』でこの言葉を普及させたとされている。ただし、1952年にはテレバンジェリストという用語が既にタイム誌で使われており、当時テレビ映えするローマカトリック教会のフルトン・J・シーン司教が「最初のテレバンジェリスト」として言及されている。

#### 全米宗教放送事業協会
福音派プロテスタントの全米宗教放送事業協会 (National Religious Broadcasters) は1944年に設立された。

### 歴史

#### ラジオ（1920年代以降）
キリスト教は、大宣教命令の啓発として福音教義を世界じゅうに説くことを常に強調してきた。 歴史的に、これは十二使徒の拡散に始まる宣教師の派遣によって行われ、後年には印刷機発明後の聖書および宗教トラクトの配布なども含まれた。1920年代に始まるラジオの急速な普及はこの任務にとって強力な新しい道具になると一部のキリスト教徒が理解して、彼らはラジオ番組の最初のプロデューサーになった。ラジオ放送は伝統的な宣教師を補完する活動と見なされ、比較的低コストで膨大な人数に教義を届けられるようになり、違法として宣教師が禁止された国でもキリスト教を説くことが可能になった。クリスチャンラジオの目的は、人々をキリスト教に改宗させて信徒達に教義や支援を施すことだった。これらの活動は特に発展途上圏で現在も続いている。世界規模で放送されているキリスト教構成の短波放送局には、エクアドルのHCJB（アンデスの声で知られる）、ファミリーラジオのWYFR、BBN聖書放送などがある。
米国では、1930年代の世界恐慌により中西部と南部で改宗テントでの説教が復活したのが確認され、巡回移動する説教師は町から町へと巡って、寄付金で生活していた。幾人かの説教師が自身の人気の結果としてラジオ番組を始めた。ラジオを大々的に使った最初の牧師の1人が、1923年に番組を始めたS・パークス・キャドマンだった。1928年には、毎週日曜の午後にキャドマンがNBCラジオ網でラジオ放送をしており、彼の強力な演説は全米500万人の聴衆に届けられた。
より多くの聴衆に届けるため即座にラジオに鞍替えしたもう一人の先駆的なテント改宗説教師がエイミー・センプル・マクファーソンだった。1920年代と1930年代のラジオは最終的には彼女に全米的な評判を与え、ペンテコステ派最初期のメガチャーチの1つを建設するまでになった。
1930年代、当時の有名なラジオ伝道師はローマカトリック教会の司祭チャールズ・カフリンだった。彼の強力な反共産主義と反ユダヤ主義のラジオ番組は何百万人もの聴衆に届いた。1920年代から1930年代にかけて米国で全国放送されたその他の初期クリスチャンラジオ（カッコは放送年度）には、ボブ・ジョーンズ・シニア(1927-1962)、ラルフ・W・ソックマン(1928-1962)、G・E・ロウマン(1930-1965)、チャールズ・E・フラー (1937-1968)などが出演、番組では『Music & the Spoken Word』(1929-現在)、『The Lutheran Hour』(1930-現在)、などがあった。タイム誌は1946年、ラルフ・ソックマン牧師出演のNBC放送番組『全国ラジオ講壇(National Radio Pulpit)』が毎週4000通の手紙を受け取っており、ローマ・カトリック教会のフルトン・J・シーン大司教が毎週3000-6000通を受け取ったと報じた。その年の米国でラジオ牧師たちのラジオ番組を聴いていた人達の合計は、1000万人と推定された。

#### テレビ（1950年代以降）

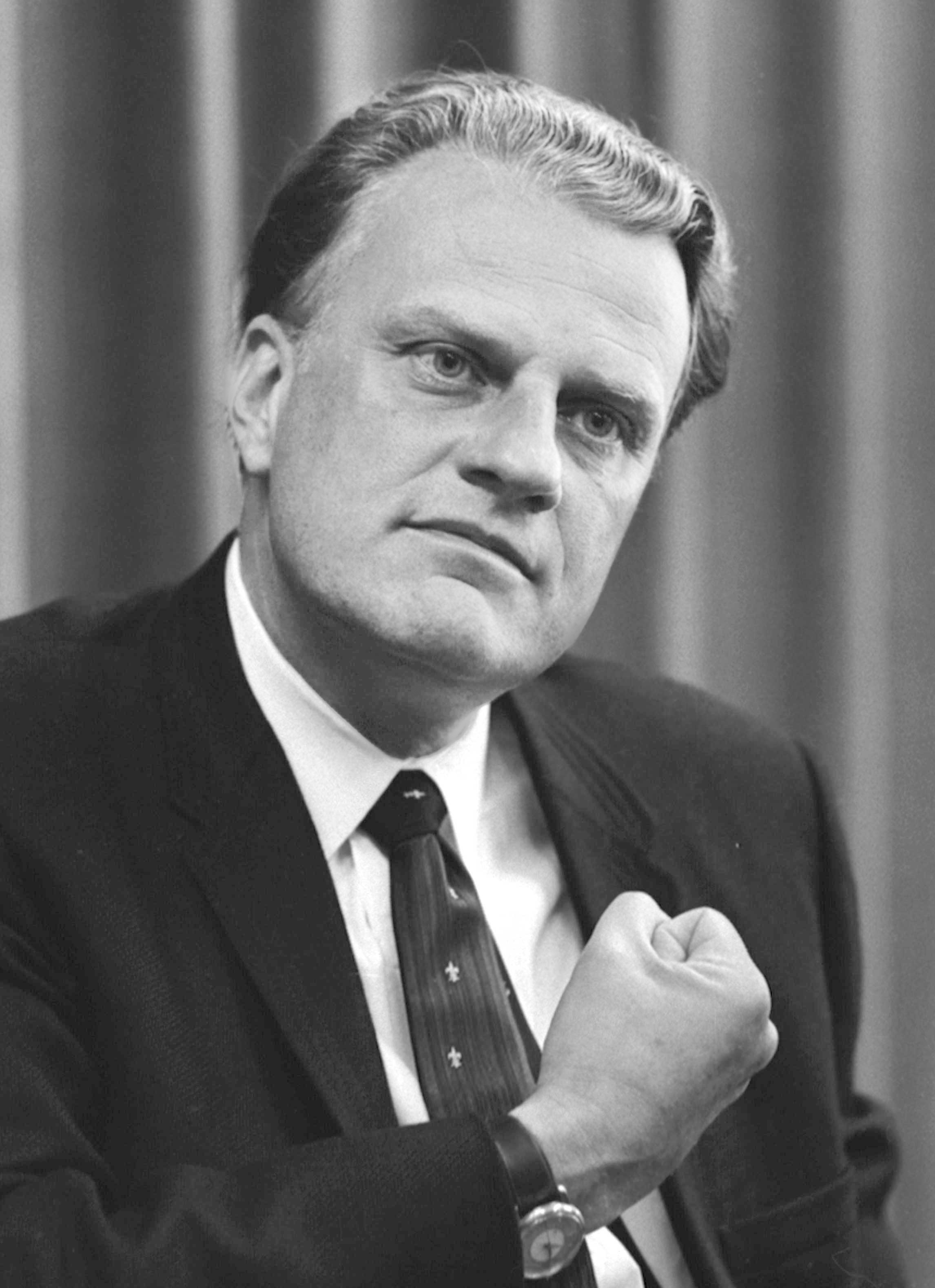
ビリー・グラハム

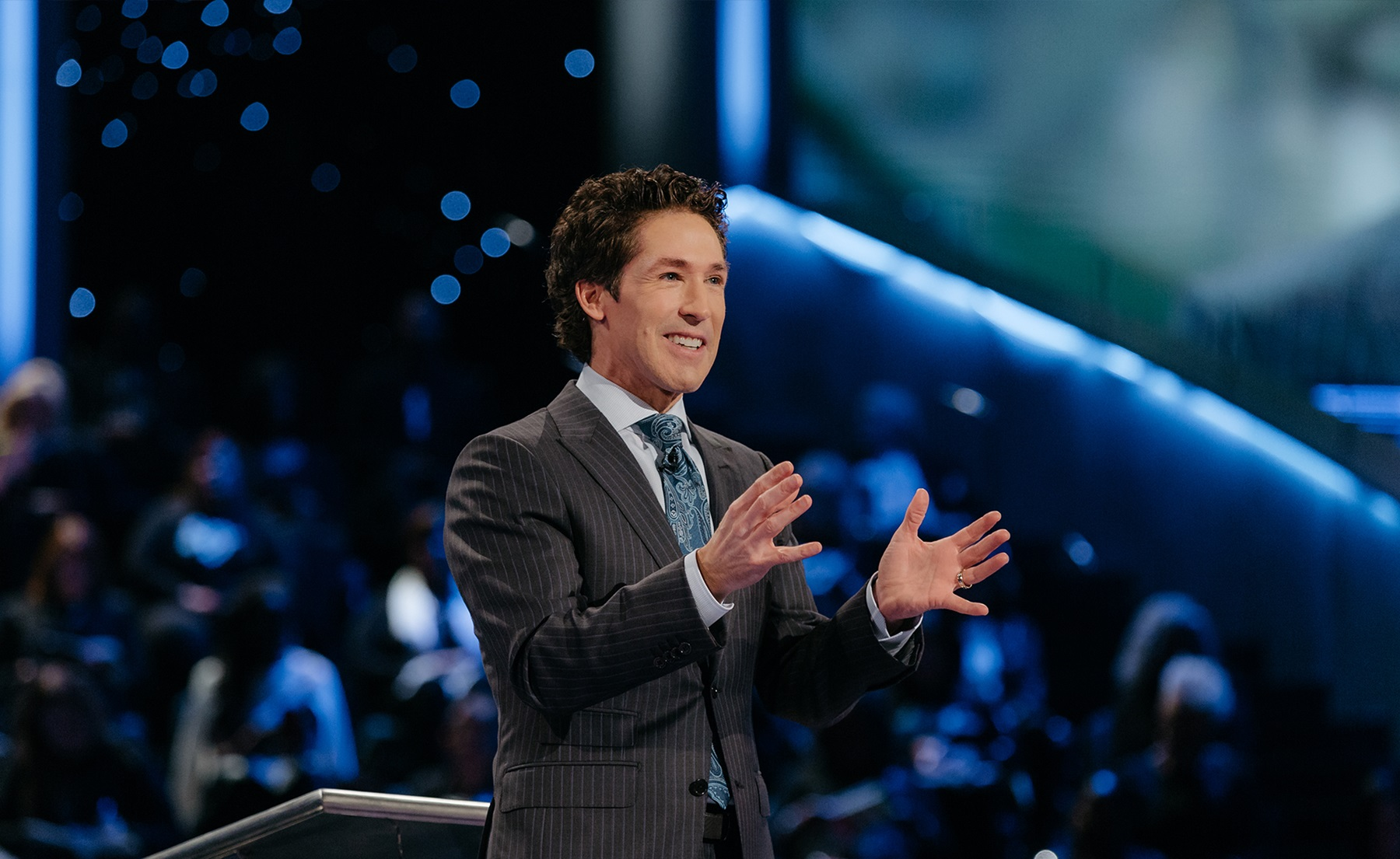
テキサス州にあるメガチャーチ、レイクウッド教会のテレビ伝道師ジョエル・オスティーン

テレビも1930年代に始まったが、1950年代初頭まで宗教目的では使用されなかった。 1949年春に（先駆けとして）ジャック・ウィルツェンとパーシー・クロフォードがテレビ放送に転向した。注目すべきもう1人のテレビ説教師がフルトン・J・シーンで、彼は人気ラジオ放送を20年経て1951年にテレビに鞍替えしても成功し、タイム誌は彼を「最初のテレビ伝道師」と称した。シーンは1950年代初頭から1960年代後半にかけて、自身の番組で数々のエミー賞を受賞した。
レックス・ハンバードは、長年のラジオ放送を経た1952年に毎週テレビで教会儀式を放送した最初の人物となった。1980年までに、レックス・ハンバードの番組は91言語695放送局もの世界中で放送され、これまでの伝道番組で最大のカバー範囲である。1957年までにオーラル・ロバーツの放送は、放映可能な500局のうち135局を介してテレビ視聴可能地域の80％に届けられた。
1960年代から1970年代初頭の米国では、テレビが家庭の主な娯楽メディアとしてラジオに取って代わったが、それは特にビリー・グラハムの国際的なテレビ・ラジオ伝道放送を介した福音派キリスト教のさらなる信徒数増加とも一致した。多くの有名なテレビ伝道師がこの時期に活動を開始し、中でも著名なのはオーラル・ロバーツ、ジミー・スワガート、ジム・ベイカー＆タミー・フェイ（彼らは日本語版『PTLクラブ』も放映）、ジェリー・ファルエル、 パット・ロバートソンらである。大半が独自のメディア網、ニュース告知、政治的影響力を展開した。21世紀には、テレビ放送された幾つかの教会礼拝が引き続き多くの聴衆を引き付けた。米国には、ジョエル・オスティーン、ジョイス・マイヤー、T・D・ジェイクスが、ナイジェリアには、イーノック・アデボイエとクリス・オヤキロムがいる。

### 物議と批判
テレビ伝道師はしばしば他のキリスト教聖職者から批判を浴びている。例えば、説教師ジョン・F・マッカーサーJrは2009年12月にいくつかの記事を発表したが、それは一部テレビ伝道師への強い批判だった。
誰かがこれを明言する必要があります。宗教テレビを支配している信仰治療師および健康＆富の説教師は恥知らずな詐欺師です。彼らのメッセージはイエス・キリストの真実の福音ではありません。彼らのステージ上の詭弁に関して、霊妙ないし奇跡的なものは一切ありません。それは全て、絶望に瀕する人々を利用するために仕組まれた邪な計略です。彼らは信心深い聖職者ではなく、お金のために神の言葉を汚す欲深き偽者です。彼らは神（信徒）の群れを羊飼いする本当の牧師ではなく、羊たちから金品を巻き上げることだけを企むお金の亡者です。彼らのお金への愛情は、彼らの発言や暮らしぶりで紛れもなく明白です。偉大なる霊的な力があると彼らは主張していますが、実際の彼らは唯物論者の段階であり神聖なあらゆる物の敵なのです。
彼らの手法と神学との割合は長年存在する伝統主義の信徒教会で説かれるキリスト教の教義と矛盾している、との考えを抱かせる者達が何人かいる。テレビ伝道師の多くは、健全なキリスト教義からの逸脱と気付いたものを懸念する他のキリスト教徒達で運営される「聖職者識別(discernment ministries)」にて、次のように特徴づけられている。
- 多くのテレビ伝道師はキリスト教の宗派構造の外側に存在しており、これは彼らが誰に対しても説明義務を負わないことを意味している。
- 多くのテレビ伝道師の財政実務は不明瞭である。セントルイスの地方紙による2003年の調査では、調査されたテレビ伝道師17人のうち財政説明責任がある福音派評議会のメンバーは1人だけだったことが示された[17]。
- 多くのテレビ伝道師によって教えられる繁栄の福音は、物質的、経済的、肉体的、精神的な成功を信者に約束しており、これはキリストに従うことに苦しみを警告すると共に自身の物質的な所有物を放棄する[注釈 4]ことを推奨するキリスト教の教義の幾つかに背いた活動だと言える（イエスと金持ちの若者を参照）。
- 一部のテレビ伝道師は個人財産を相当に蓄え、高級車、自家用機といった様々な輸送車両等の大きな財物を所有している。このことは伝統的なキリスト教の思考と相反したものだと批評家に見なされている[18]。
- テレビ伝道では、番組を制作してケーブル網および衛星網での放送時間を購入するためにかなりの金額が必要になる。テレビ伝道師は募金活動に時間を費やす。書籍、CD、DVD、装身具などの商品が視聴者に宣伝されている。
- テレビ伝道師は、世界中の何百万人もの人々に福音を届けてキリスト教への多くの改宗者を生み出している、と主張している。しかし、そうした主張は独立して検証することが困難で、しばしば物議となっている[19]。
- 幾人かのテレビ伝道師は、国内政治や国際的政治分野に非常に精力的で（例えば、パット・ロバートソン、ジェリー・ファルウェル、ジミー・スワガート）、自身の番組で保守派政治を支持している。そのようなテレビ伝道師は、自身の番組や他の場所で不快と思われる発言をしたり、提供者払いの放送時間で政党候補者を熱烈支持する（これは非課税501(c)団体が政党候補者を支持または反対することを禁ずるジョンソン修正条項に違反している）ことで、時に論争を起こすことがある。

テレビ伝道師は多くの場合これらの批判に強く反対し、自分は神の御業（つまり聖職者としての活動）を行っていると発言する。「21世紀世代にイエスの福音の「大宣教命令」を達成する」ためにテレビ活用を必要とする要因として、彼らは伝統的な教会礼拝への出席減少と世界規模のマスメディアの成長を挙げている。 

#### 上院の調査
2007年、アメリカ合衆国上院のチャック・グラスリー議員が「繁栄の福音」を説くテレビ伝道師6組の財政調査を開始した。この調査では、聖職者の提供奨励のため寄付したというテレビ視聴者によって支払われたと噂される、ロールス・ロイスの車両複数、宮殿じみた大邸宅、プライベートジェット、その他の高価な品を含むテレビ伝道師による豪奢な生活様式の報告調査が行われた。調査された6組は以下の通り。
- ケネス・コープランド＆グロリア・コープランド
- クレフロ・ドラー＆タフィ・ドラー
- ベニー・ヒン
- エディ・L・ロング
- ジョイス・マイヤー＆デビット・マイヤー
- ランディ・ホワイト＆元妻のポーラ・ホワイト

2011年1月6日、グラスリーは上記6組の調査結果を公表し、宗教団体に対する課税免除法のさらなる議会審査を要求した。

## 他宗教のテレビ伝道

### イスラム教

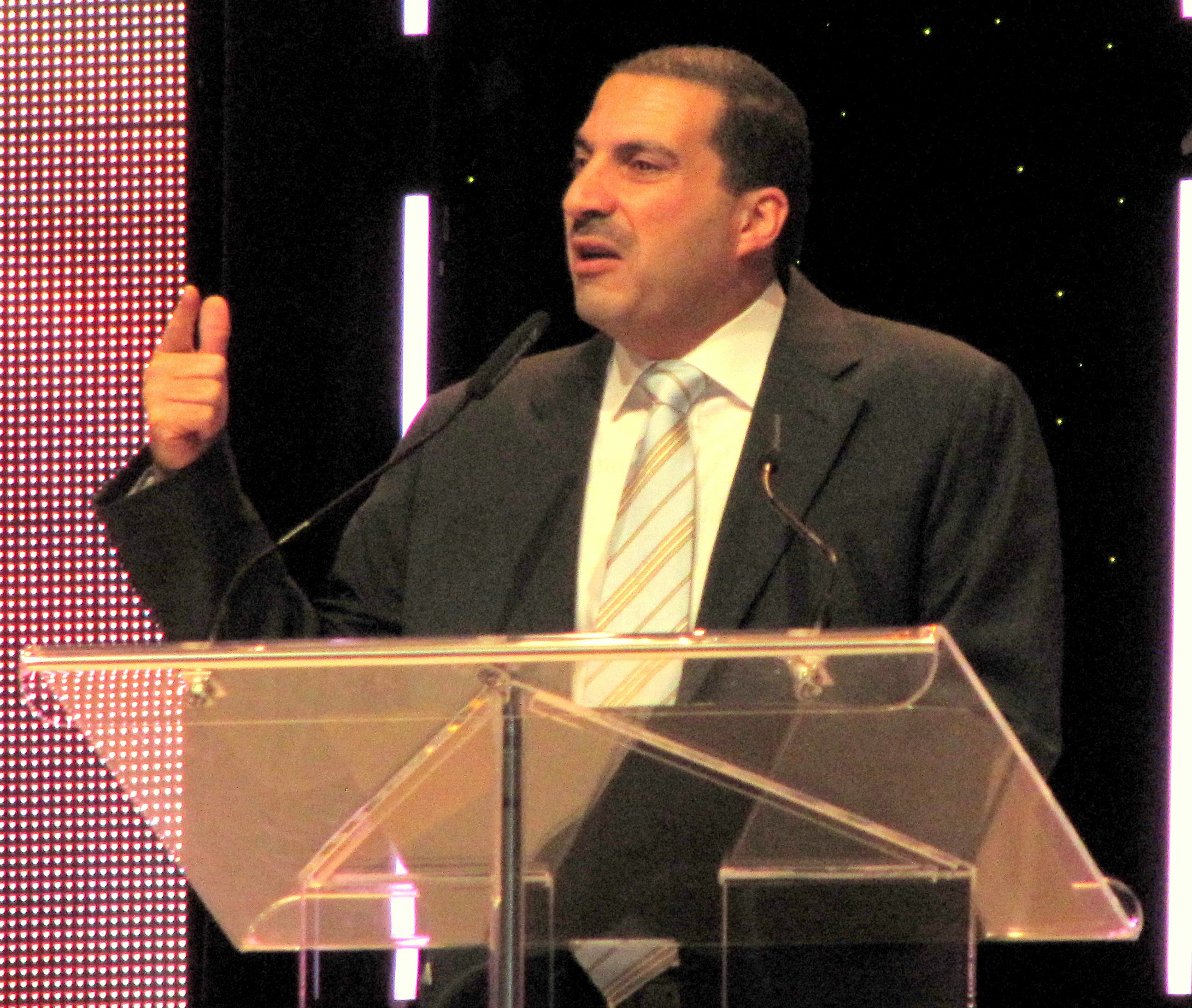
影響力のあるエジプト人ムスリムのテレビ伝道師、アムル・ハーレド。カナダ、トロントにて

伝道のためにインターネット動画やテレビを使うという概念は、米国の福音主義的な起源を超えて普及している。イスラム教では、関連するダーワ（イスラム教への改宗布教）という概念が「イスラム教のテレビ伝道師」としばしば呼ばれる同様の人物を生み出した。その例に、ムイッズ・マスウード、ザキール・ナイク、アムル・ハーレドなどがいる。これらの人物は、長年の伝統ダーイ（ダーワに従事する人物）に基づいたものではあるが、テレビ等を活用する点はキリスト教のテレビ伝道師に触発された可能性もある。キリスト教のテレビ伝道師と同じく、一部のイスラム教テレビ伝道師、特に極右を含むイスラム原理主義を支持しているイスラム教のテレビ伝道師はあまりにも政治的だと、批評家は論じている。批評家はまた、多くのテレビ伝道師が自分の仕事から大金を稼ぐため（その行為が）精神的ないし慈善目的による動機付けではない可能性がある、とも主張している。
イスラム教テレビ伝道師の著名な番組には『Muslim Television Ahmadiyya』『Islam Channel』『ARY Qtv』『Peace TV』などがある。全てではないがこれらのチャンネルの幾つかは、イギリスのOfcomやカナダ・ラジオテレビ通信委員会といった国営テレビまたは通信規制当局の監視下に置かれており、Ofcomは過去に政治事件の偏向報道、夫婦間レイプを含む違法行為の扇動、ホモフォビアの件でIslam ChannelとPeace TVの両方を検閲したことがある。

### ヒンドゥー教
ヒンズー教の宗教指導者や説教師もキリスト教のテレビ伝道に触発された慣行を活用しており、近年では人気がますます高まっている。ハレー・クリシュナ運動には、時にインターネットやテレビの分野にまで及ぶ強力な布教活動を展開している。

### 仏教
韓国においては、BTN仏教TVやBBS仏教放送といった仏教専門放送局がいくつか存在する。台湾においては、国内で普及しているケーブルテレビネットワークを利用して、テレビ伝道に力をいれる法師が現れ、生命電視台の釈海涛、高雄文殊講堂の釈慧律、華蔵浄宗学会の釈浄空などがいる。また、映像は台湾国内のみならず、通信衛視を通じて世界各地へも発信されている。
日本においても、放送メディアを通じて仏教の教えを説く宗教番組が幾つか存在する。ただし、日本では宗教色の強い放送局の開設に電波監理委員会が難色を示した経緯があり、布教活動だけを放送する局は認められていない。また、大半がラジオ番組（権威あるお寺の住職が出演する形）であり、テレビ媒体を使った布教を活動の主体としている人物はほぼ皆無である。